# Куба на Светском првенству у атлетици у дворани 2014.
Куба је учествовала на Светском првенству у атлетици у дворани 2014. одржаном у Сопоту од 7. до 9. марта петнаести пут, односно учествовала је на свим првенствима до данас. Репрезентација Кубе имала је шесторо такмичара (4 мушкарца и 2 жене), који су се такмичили у четири дисциплине.,
На овом првенству Куба је по броју освојених медаља заузела 7. место са три освојене медаље (по једна од сваке боје). Поред тога оборена су 2 лични рекорд и 2 лична рекорда сезоне. У табели успешности према броју и пласману такмичара који су учествовали у финалним такмичењима (првих 8 такмичара) Куба је са 4 учесника у финалу заузела 12. место са 23 бода.
| Плас. | Земља | 1. место | 2. место | 3. место | 4. место | 5. место | 6. место | 7. место | 8. место | Бр. финал. | Бод. |
| ----- | ----- | -------- | -------- | -------- | -------- | -------- | -------- | -------- | -------- | ---------- | ---- |
| 12.   | Куба  | 1        | 1        | 1        | 0        | 0        | 0        | 1        | 0        | 4          | 23   |

## Учесници
| Мушкарци: - Јордан Л. О'Фариљ — 60 м препоне - Јоанис Портиља — 60 м препоне - Ернесто Реве — Троскок - Педро Пабло Пичардо — Троскок | Жене: - Јарислеј Силва — Скок мотком - Јаријана Мартинез — Троскок |  |

## Освајачи медаља (3)

### Злато (1)
- Јарислеј Силва — Скок мотком

### Сребро (1)
- Ернесто Реве — Троскок

### Бронза (1)
- Педро Пабло Пичардо — Троскок

## Резултати

### Мушкарци
| Атлетичар           | Дисциплина   | Лични рекорд | Квалификације | Квалификације | Полуфинале           | Полуфинале           | Финале               | Финале       | Детаљи |
| Атлетичар           | Дисциплина   | Лични рекорд | Резултат      | Место         | Резултат             | Место                | Резултат             | Место        | Детаљи |
| ------------------- | ------------ | ------------ | ------------- | ------------- | -------------------- | -------------------- | -------------------- | ------------ | ------ |
| Јордан Л. О'Фариљ   | 60 м препоне | 7,65         | 7,75 ЛРС      | 4. у гр. 2    | Није се квалификовао | Није се квалификовао | Није се квалификовао | 18 / 29 (31) |        |
| Јоанис Портиља      | 60 м препоне |              | 7,74 ЛР       | 4. у гр. 3 КВ | 8,03                 | 8. у пф. 2           | Није се квалификовао | 16 / 29 (31) |        |
| Ернесто Реве        | троскок      | 17,05        | 16,55         | 4 кв          |                      |                      | 17,33 ЛР             |              |        |
| Педро Пабло Пичардо | троскок      | 17,32        | 16,82         | 2 кв          | 17,24                |                      |                      |              |        |

### Жене
| Атлетичарка       | Дисциплина  | Лични рекорд | Квалификације | Квалификације | Финале   | Финале | Детаљи |
| Атлетичарка       | Дисциплина  | Лични рекорд | Резултат      | Место         | Резултат | Место  | Детаљи |
| ----------------- | ----------- | ------------ | ------------- | ------------- | -------- | ------ | ------ |
| Јарислеј Силва    | скок мотком | 4,82 НР      |               |               | 4,70 ЛРС |        |        |
| Јаријана Мартинез | троскок     | 14,42        | 14,04         | 5 кв          | 13,99    | 7 / 11 |        |